# Jacques-Alfred-Ignace-Marie Bossut
Jacques-Alfred-Ignace-Marie Bossut, francoski general, * 1881, † 1965.